# Highgate School

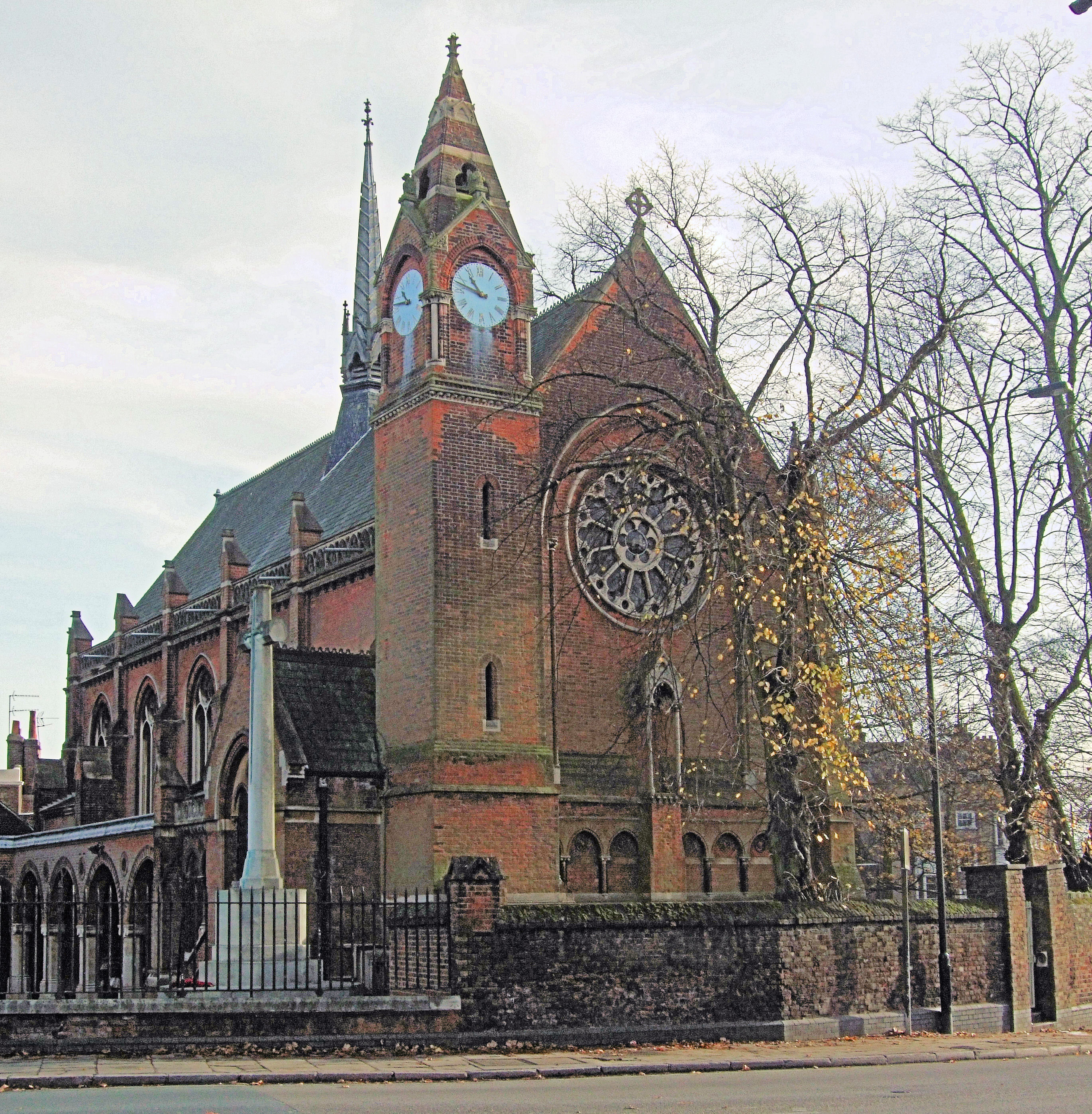
Kapelle der Highgate School

Die Highgate School ist eine gemeinnützige Highschool in freier Trägerschaft in Highgate, London. 

## Geschichte
Im Jahr 1565 erhielt Sir Roger Cholmeley, Knight of Highgate, von Elisabeth I. die Erlaubnis, eine freie Grammar School zu gründen. Neben seinem bereits bestehenden Landbesitz in Highgate erwarb Cholmeley vom Bischof von London ein weiteres Grundstück direkt auf dem Highgate Hill. Auf diesem Platz wurde das Schulgebäude wahrscheinlich im Jahr 1571 fertiggestellt. Anfangs bot die Schule Platz für 40 Schüler aus Highgate, Kentish Town, Hornsey und Finchley. Das Schulgeld betrug ein Groat pro Jahr. Aus dieser Einrichtung entwickelte sich die heutige Highgate School, die noch immer an gleicher Stelle steht.
Die Mehrzahl der Gebäude der Senior School wurde erst im 19. Jahrhundert unter dem damaligen Schuldirektor John Bradley Dyne errichtet, als die Schule zur Boarding School für Mittelschichten ausgebaut wurde. Seither ist ihr offizieller Name Sir Roger Cholmeley's School at Highgate. Ein Schwerpunkt der Aktivitäten an der Highgate School ist seit jeher die Pflege der geistlichen (anglikanischen) Chormusik.
Die optisch hervorstechende, das westliche Ende der Highgate High Street dominierende Kapelle wurde im Jahr 2013 vollständig restauriert. Die Junior School wurde 1938 an die Bishopswood Road verlagert, wo sie ab Dezember 2015 einer neuen Schule Platz machen wird. Nachdem die Schule mehr als 400 Jahre lang eine reine Jungenschule war, wurde mittlerweile die Koedukation eingeführt.

## Ehemalige Schüler
- Robert Atkins, Politiker
- Lionel Smith Beale, Pathologe
- Stanley Booth-Clibborn, Bischof von Manchester
- Alan Bush, Komponist und Chorleiter
- Hussein Chalayan, Modedesigner
- Alex Comfort, Arzt, Pazifist
- Vivian Hunter Galbraith, Historiker
- Gerard Hoffnung, Musiker und Humorist
- Alexander King, Chemiker, Mitbegründer des Club of Rome
- Adrian Lyne, Filmregisseur
- Gerard Manley Hopkins, Dichter
- Henry Evans Maude, Anthropologe
- Nicholas Rowe, Dichter
- John Rutter, Komponist und Chorleiter
- Geoffrey Scott, Architekturhistoriker (1884–1929)
- Howard Hayes Scullard, Historiker
- Clive Sinclair, Erfinder des Taschenrechners und des Heimcomputers Sinclair ZX81
- John Tavener, Komponist
- Graham Waterhouse, Komponist und Cellist
- Nigel Williams, Schriftsteller[3]
- Tom Hooper, Filmregisseur

## Ehemalige Lehrer
- T. S. Eliot, Dichter
- Alan Palmer, Historiker und Schriftsteller